# Bắc Ninh (thành phố)
Bắc Ninh là một thành phố cũ thuộc tỉnh Bắc Ninh, Việt Nam.

## Địa lý
Thành phố Bắc Ninh nằm ở phía bắc tỉnh Bắc Ninh, có vị trí địa lý: 
- Phía đông giáp thị xã Quế Võ
- Phía tây giáp huyện Yên Phong
- Phía nam giáp huyện Tiên Du
- Phía bắc giáp thị xã Việt Yên, tỉnh Bắc Giang.

Thành phố Bắc Ninh có diện tích 82,64 km², dân số quy đổi tính đến ngày 31/12/2022 là 288.766 người, mật độ dân số đạt 3.481 người/km².
Thành phố Bắc Ninh nằm ở phía nam sông Cầu, phía Đông Bắc của tỉnh Bắc Ninh, cách trung tâm thủ đô Hà Nội 30 km về phía nam, cách thành phố Bắc Giang 20 km về phía bắc có diện tích 82,64 km², là đầu mối quan trọng giữa Hà Nội với các tỉnh phía Bắc, trên hành lang kinh tế Việt Nam – Trung Quốc, nằm trong tam giác tăng trưởng Hà Nội – Hải Phòng – Quảng Ninh.

## Lịch sử
Ngày 14 tháng 4 năm 1948, Chủ tịch Chính phủ ban hành Sắc lệnh số 162/SL về việc:
- Giải tán thị xã Bắc Ninh.
- Sáp nhập một phần của thị xã Bắc Ninh vào huyện Yên Phong thành khu phố Kinh Bắc có 7 phố: Yên Man, Vệ An, Niềm Xá, Thi Chung, Y Na, Cổ Mễ, Tân Ấp.
- Sáp nhập phần còn lại của thị xã Bắc Ninh vào huyện Võ Giàng thành khu phố Vũ Ninh có 6 phố: Đọ Xá, Ninh Xá, Tiền An, Thanh Sơn, Thị Cầu, Đáp Cầu.

Năm 1962, hai tỉnh Bắc Giang và Bắc Ninh hợp nhất thành tỉnh Hà Bắc, thị xã Bắc Ninh thuộc tỉnh Hà Bắc. Sau năm 1975, thị xã Bắc Ninh có 5 phường: Đáp Cầu, Ninh Xá, Thị Cầu, Tiền An, Vệ An và 2 xã: Kinh Bắc, Vũ Ninh. Ngày 3 tháng 5 năm 1985, xã Đại Phúc của huyện Quế Võ (nay là thị xã Quế Võ) và xã Võ Cường của huyện Tiên Sơn (nay là huyện Tiên Du và thành phố Từ Sơn) được sáp nhập vào thị xã Bắc Ninh.
Ngày 6 tháng 11 năm 1996, Quốc hội khóa IX kỳ họp thứ 10 phê chuẩn về việc tách và thành lập một số tỉnh. Theo đó, tỉnh Bắc Ninh được tái lập, thị xã Bắc Ninh là tỉnh lỵ tỉnh Bắc Ninh. Ngày 8 tháng 4 năm 2002, thành lập phường Suối Hoa trên cơ sở 48,87 ha diện tích đất tự nhiên và 1.405 người của xã Vũ Ninh; 16,98 ha diện tích đất tự nhiên và 2.649 người của xã Đại Phúc, 52,65 ha diện tích đất tự nhiên của xã Kinh Bắc. Ngày 25 tháng 8 năm 2003, thành lập 3 phường Vũ Ninh, Kinh Bắc và Đại Phúc trên cơ sở toàn bộ diện tích và dân số của 3 xã tương ứng. Ngày 11 tháng 5 năm 2005, thị xã Bắc Ninh được công nhận là đô thị loại III. Cuối năm 2005, thị xã Bắc Ninh có 9 phường: Đại Phúc, Đáp Cầu, Kinh Bắc, Ninh Xá, Suối Hoa, Thị Cầu, Tiền An, Vệ An, Vũ Ninh và 1 xã Võ Cường.
Ngày 25 tháng 1 năm 2006, Chính phủ ban hành nghị định thành lập thành phố Bắc Ninh thuộc tỉnh Bắc Ninh trên cơ sở toàn bộ diện tích và dân số của thị xã Bắc Ninh, với 9 phường: Đáp Cầu, Thị Cầu, Vũ Ninh, Suối Hoa, Tiền An, Ninh Xá, Vệ An, Kinh Bắc, Đại Phúc và 1 xã: Võ Cường, với tổng diện tích 23,34 km², dân số là 121.028 người. Ngày 9 tháng 4 năm 2007, Chính phủ ban hành Nghị định số 60/2007/NĐ-CP điều chỉnh địa giới thành phố Bắc Ninh. Theo đó, sáp nhập 9 xã: Kim Chân, Vân Dương, Nam Sơn (thuộc huyện Quế Võ), Hạp Lĩnh, Khắc Niệm (thuộc huyện Tiên Du), Phong Khê, Khúc Xuyên, Vạn An, Hòa Long (thuộc huyện Yên Phong) vào thành phố Bắc Ninh và thành lập phường Võ Cường thuộc thành phố Bắc Ninh. Thành phố có 10 phường và 9 xã, với tổng diện tích 80,28 km², dân số là 150.331 người.
Ngày 5 tháng 2 năm 2010, Chính phủ ban hành Nghị quyết số 06/NQ-CP thành lập các phường Vân Dương, Vạn An, Hạp Lĩnh từ các xã có tên tương ứng, thành phố Bắc Ninh có 13 phường và 6 xã. Ngày 29 tháng 12 năm 2013, Chính phủ ban hành Nghị quyết số 137/NQ-CP thành lập các phường Khắc Niệm, Khúc Xuyên và Phong Khê từ các xã có tên tương ứng, thành phố Bắc Ninh thành 16 phường và 3 xã.
Ngày 25 tháng 6 năm 2014, Thủ tướng Chính phủ ban hành Quyết định số 1044/QĐ-TTg công nhận thành phố Bắc Ninh là đô thị loại II. Ngày 25 tháng 12 năm 2017, Thủ tướng Chính phủ ban hành Quyết định số 2088/QĐ-TTg công nhận thành phố Bắc Ninh là đô thị loại I thuộc tỉnh Bắc Ninh.
Ngày 16 tháng 10 năm 2019, Ủy ban thường vụ Quốc hội ban hành Nghị quyết số 787/NQ-UBTVQH14 chuyển 3 xã: Hòa Long, Kim Chân, Nam Sơn thành 3 phường có tên tương ứng (nghị quyết có hiệu lực từ ngày 1 tháng 12 năm 2019). Ngày 24 tháng 10 năm 2024, Ủy ban Thường vụ Quốc hội ban hành Nghị quyết số 1255/NQ-UBTVQH15 về việc sắp xếp đơn vị hành chính cấp xã của tỉnh Bắc Ninh giai đoạn 2023–2025 (nghị quyết có hiệu lực từ ngày 1 tháng 12 năm 2024). Theo đó, thành lập phường Tiền Ninh Vệ trên cơ sở 3 phường: Tiền An, Ninh Xá, Vệ An.
Thành phố Bắc Ninh có 17 phường trực thuộc như hiện nay.

## Hành chính
Thành phố Bắc Ninh có 17 đơn vị hành chính cấp xã trực thuộc, bao gồm 17 phường: Đại Phúc, Đáp Cầu, Hạp Lĩnh, Hòa Long, Khắc Niệm, Khúc Xuyên, Kim Chân, Kinh Bắc, Nam Sơn, Phong Khê, Suối Hoa, Thị Cầu, Tiền Ninh Vệ, Vạn An, Vân Dương, Võ Cường, Vũ Ninh. Hiện nay, Bắc Ninh là 1 trong 7 thành phố trực thuộc tỉnh không có xã trực thuộc (cùng với Dĩ An, Đông Hà, Sóc Trăng, Thủ Dầu Một, Từ Sơn và Vĩnh Long).
| Tên         | Diện tích (km²) | Dân số (người)2025 | Mật độ dân số (người/km²) |
| ----------- | --------------- | ------------------ | ------------------------- |
| Phường (17) |                 |                    |                           |
| Đại Phúc    | 4,68            | 19.338             | 4.132                     |
| Đáp Cầu     | 0,92            | 9.049              | 9.836                     |
| Hạp Lĩnh    | 5,21            | 9.017              | 1.731                     |
| Hòa Long    | 8,92            | 13.948             | 1.564                     |
| Khắc Niệm   | 7,44            | 13.613             | 1.830                     |
| Khúc Xuyên  | 2,34            | 4.800              | 2.051                     |
| Kim Chân    | 4,54            | 6.333              | 1.395                     |
| Kinh Bắc    | 2,07            | 13.270             | 6.411                     |

| Tên          | Diện tích (km²) | Dân số (người)2025 | Mật độ dân số (người/km²) |
| ------------ | --------------- | ------------------ | ------------------------- |
| Nam Sơn      | 11,92           | 16.679             | 1.399                     |
| Phong Khê    | 5,49            | 12.234             | 2.228                     |
| Suối Hoa     | 1,12            | 10.355             | 9.246                     |
| Tiền Ninh Vệ | 1,73            | 31.742             | 18.348                    |
| Thị Cầu      | 1,76            | 15.940             | 9.057                     |
| Vạn An       | 3,77            | 10.160             | 2.695                     |
| Vân Dương    | 6,61            | 26.832             | 4.059                     |
| Võ Cường     | 7,91            | 35.683             | 4.511                     |
| Vũ Ninh      | 6,21            | 14.158             | 2.280                     |
|              |                 |                    |                           |

## Kinh tế
Thành phố Bắc Ninh có cơ cấu kinh tế những năm qua chuyển dịch theo hướng tích cực, tăng tỷ trọng thương mại - dịch vụ, công nghiệp - xây dựng đạt trên 99%.
Năm 2020, tổng sản phẩm trên địa bàn (theo giá so sánh 2010) ước đạt 36.834,8 tỷ đồng, tăng 1,5 lần so với năm 2016, chiếm 30,1% GRDP toàn tỉnh, tốc độ tăng trưởng kinh tế bình quân đạt 12,2%/năm. Cơ cấu chuyển dịch tích cực theo hướng kinh tế đô thị: Thương mại - dịch vụ chiếm 52,6%, công nghiệp - xây dựng chiếm 46,6%, nông, lâm nghiệp và thủy sản còn 0,8%. Thương mại - dịch vụ phát triển mạnh, tổng mức lưu chuyển hàng hóa và doanh thu dịch vụ năm 2023 ước đạt 40.725 tỷ đồng, tăng 11,5% so với 2022.
Sản xuất công nghiệp tiếp tục phát triển, đóng góp quan trọng cho tăng trưởng kinh tế, giá trị sản xuất công nghiệp (giá so sánh 2010) năm 2020 ước đạt 123.772 tỷ đồng (vượt 24.772 tỷ đồng so với kế hoạch), gấp 1,75 lần năm 2016; tốc độ tăng trưởng bình quân đạt 16,3%/năm.
Tổng thu ngân sách nhà nước trên địa bàn năm 2020 ước thực hiện 5.788 tỷ đồng. Thu nội địa năm 2020 gấp 2,7 lần so với năm 2016, tốc độ tăng thu bình quân là 30,4%/năm. Thu từ tiền sử dụng đất 5 năm ước đạt 3.904 tỷ đồng, chiếm 34% tổng thu nội địa. Tổng chi ngân sách địa phương năm 2020 ước thực hiện 2.314 tỷ đồng, tốc độ tăng bình quân đạt 14,2%/năm.
- Quy mô kinh tế GRDP 2020 (giá hiện hành) ước tính 63.145 tỷ đồng.
- Quy mô kinh tế GRDP 2020 (giá so sánh 2010) ước tính 36.834 tỷ đồng.
- Tổng thu ngân sách nhà nước trên địa bàn năm 2020 ước thực hiện 5.788 tỷ đồng
- GRDP bình quân đầu người: 10.807 USD.
- Giá trị sản xuất công nghiệp ước đạt 123.772 tỷ đồng.
- Tổng doanh thu bán lẻ hàng hóa, dịch vụ tiêu dùng ước đạt 31.800 tỷ đồng.
- Thành phố có 9 doanh nghiệp nhà nước, 3.020 doanh nghiệp ngoài nhà nước, trong đó 420 doanh nghiệp có vốn đầu tư nước ngoài (FDI). Giá trị sản xuất công nghiệp (giá so sánh 2010) năm 2020 ước đạt 123.772 tỷ đồng. Tổng thu ngân sách gần 5.800 tỷ đồng, trong đó thu nội địa là 3.206 tỷ đồng
- Hiện TP có khoảng 70 khách sạn (5 khách sạn 5 sao), 458 nhà hàng, 252 cơ sở kinh doanh dịch vụ lưu trú và trên 90 chi nhánh, điểm giao dịch của các tổ chức tín dụng, ngân hàng trong và ngoài nước.
- Về đô thị, thành phố thời gian tới sẽ triển khai các khu đô thị lớn như Vinhomes (360ha), Himlam (300ha), T&T (500ha), Phú Điền (100ha), Bách Việt (48ha), Viglacera (26ha),...
- Về thương mại, dịch vụ TP sẽ có 1 TTTM quy mô cấp vùng tích hợp nhiều công năng được Aeon Mall đầu tư xây dựng với tổng số vốn đầu tư dự kiến 190 triệu USD vào năm 2024.

Hiện thành phố Bắc Ninh có 2 khu công nghiệp tập trung và 5 cụm công nghiệp, làng nghề. Thương mại – dịch vụ phát triển sôi động, nhất là dịch vụ tài chính, đào tạo, y tế, lưu trú, ăn uống,... Thành phố được quy hoạch khá đồng bộ, bài bản theo hướng hiện đại, bền vững và đô thị thông minh, giàu bản sắc văn hóa; đời sống của nhân dân không ngừng được cải thiện và nâng cao.
Qua 20 năm sau khi tái lập tỉnh, kinh tế thành phố đã phát triển vượt bậc, hệ thống cơ sở hạ tầng được đầu tư xây dựng một cách đồng bộ, hoàn chỉnh cùng với cơ sở chính sách thông thoáng của tỉnh, kết hợp với những điều kiện thuận lợi về vị trí địa lý, hệ thống giao thông đầu mối, nguồn nhân lực dồi dào, trình độ dân trí phát triển, cơ sở hạ tầng kinh tế, hệ thống hạ tầng kỹ thuật và hạ tầng xã hội của đô thị Bắc Ninh đã cơ bản hoàn thiện, đời sống kinh tế và tinh thần của người dân được nâng cao; diện mạo đô thị đã có bước thay đổi đáng kể, thành phố Bắc Ninh đã và đang trở thành điểm hấp dẫn thu hút đầu tư các doanh nghiệp trong và ngoài nước, góp phần quan trọng thúc đẩy tiến trình công nghiệp hóa, hiện đại hóa. Khẳng định vai trò vị thế đô thị trung tâm của tỉnh Bắc Ninh và vùng thủ đô Hà Nội.

### Hạ tầng
Công tác quy hoạch và đầu tư xây dựng hạ tầng đô thị - nông thôn được triển khai tích cực, nhiều tuyến đường giao thông kết nối nội ngoại thành, các tuyến đường trung tâm được xây dựng mới và nâng cấp; nhiều dự án khu đô thị với quy mô lớn được đầu tư và đưa vào sử dụng như: Vũ Ninh - Kinh Bắc, Hòa Long - Kinh Bắc, Hồ Ngọc Lân III; Khu đô thị mới đường Lê Thái Tổ (khu HUD); Khu đô thị mới Bắc đường Kinh Dương Vương (phường Vũ Ninh); Khu đô thị mới Nam Võ Cường (phường Võ Cường); Khu đô thị Himlam Greenpark (phường Đại Phúc),..

## Văn hóa

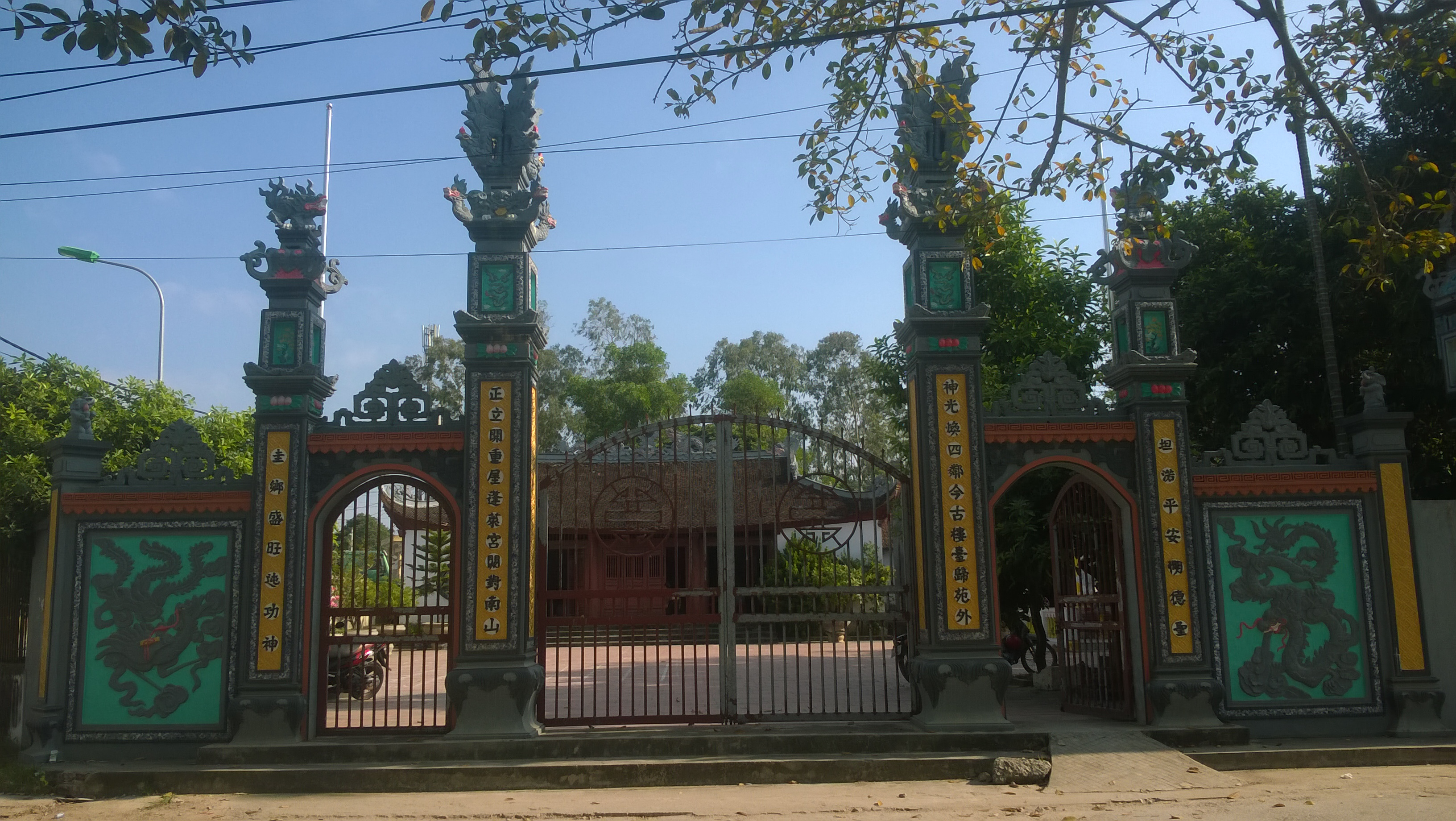
Đình Ném Đoài ở phường Khắc Niệm

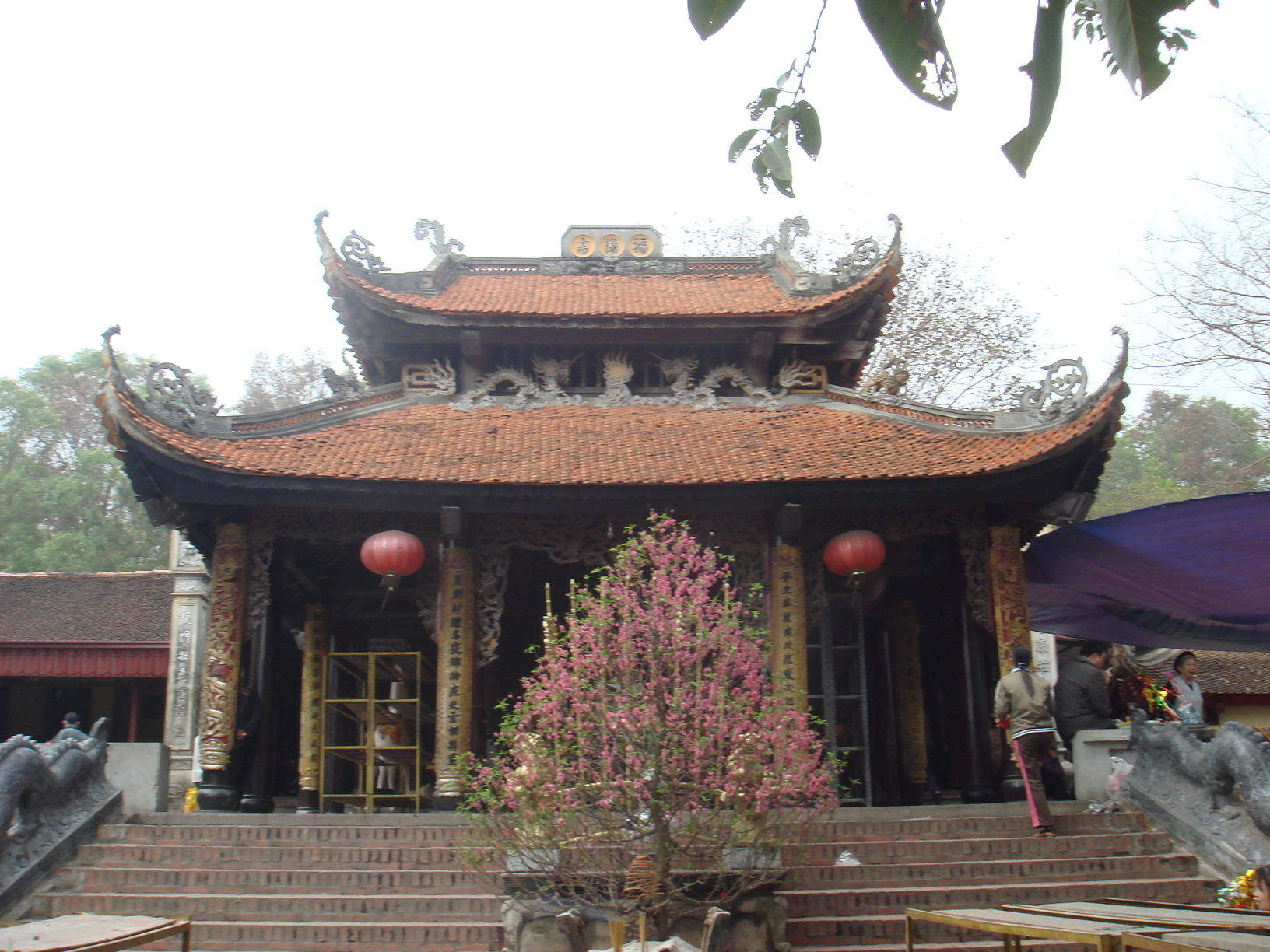
Đền Bà chúa kho

Thành phố Bắc Ninh có 192 di tích lịch sử, văn hóa; trong đó có 87 di tích được xếp hạng (41 di tích cấp quốc gia, 47 di tích cấp tỉnh).

## Giáo dục
Các trường Đại học:
- Trường Đại học Chính trị
- Trường Đại học Kinh Bắc

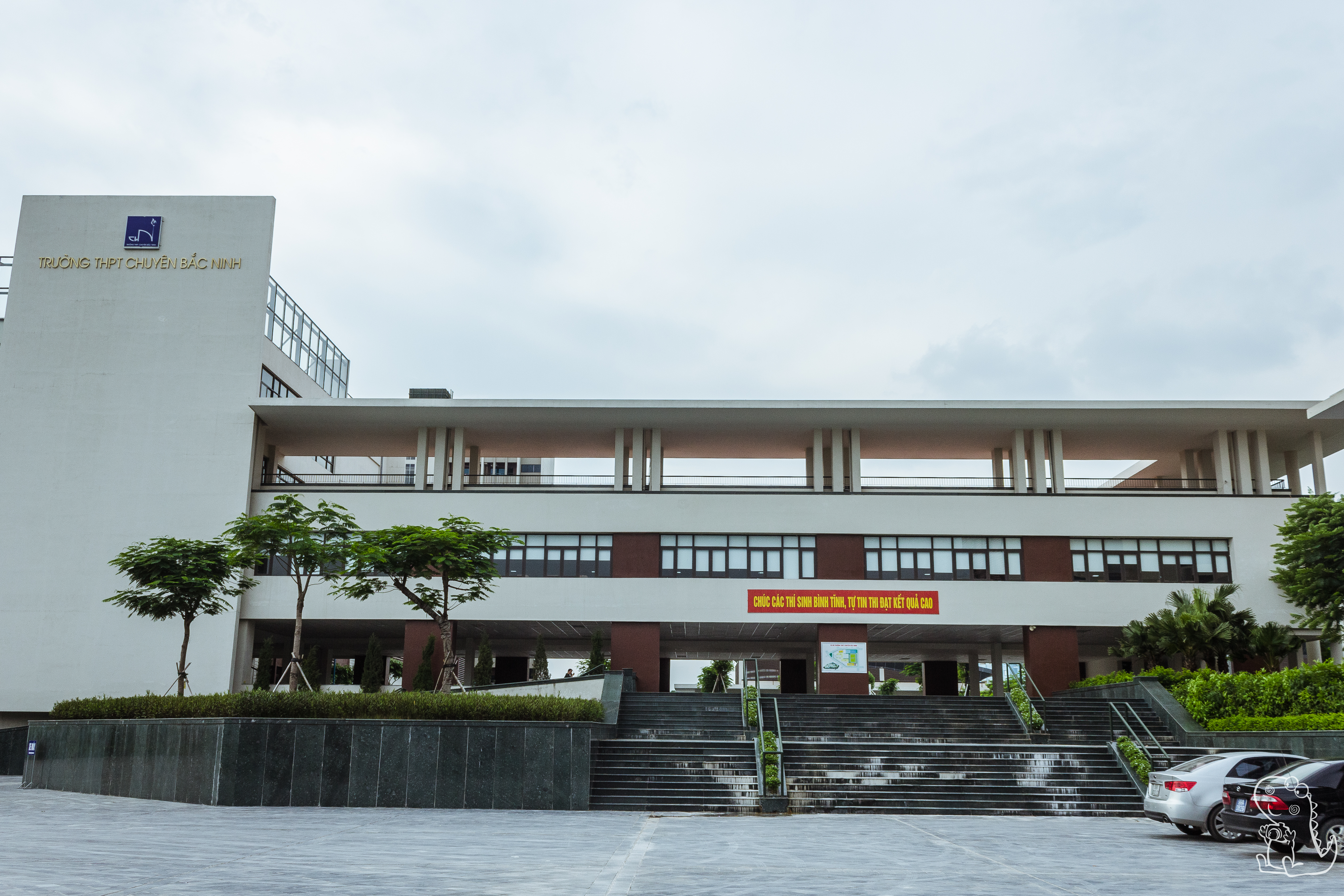
Trường Trung học phổ thông Chuyên Bắc Ninh

- Học viện Ngân hàng - Phân viện Bắc Ninh
- Trường Đại học Công nghệ Đông Á

Các trường Cao đẳng:
- Trường Cao đẳng Thống kê Trung ương (Tổng cục Thống kê)
- Trường Cao đẳng Sư phạm Bắc Ninh
- Trường Cao đẳng Công nghiệp Bắc Ninh
- Trường Cao đẳng Cơ điện và Xây dựng Bắc Ninh
- Trường Cao đẳng Ngoại ngữ – Công nghệ Việt Nhật
- Trường Cao đẳng Dược Hà Nội
- Trường Cao đẳng Y tế Bắc Ninh

Các trường Trung học phổ thông:
- Trường Trung học phổ thông Chuyên Bắc Ninh
- Trường Trung học phổ thông Hàn Thuyên
- Trường Trung học phổ thông Lý Nhân Tông
- Trường Trung học phổ thông Nguyễn Du
- Trường Trung học phổ thông Hoàng Quốc Việt
- Trường Trung học phổ thông Hàm Long
- Trường Trung học phổ thông Lý Thường Kiệt

## Giao thông
Đường bộ có  Quốc lộ 1,  Quốc lộ 18,  Quốc lộ 38,  Đường cao tốc Hà Nội – Bắc Giang,  Đường cao tốc Nội Bài – Bắc Ninh – Hạ Long,  Đường vành đai 4 chạy qua, đường sắt có đường sắt Hà Nội - Đồng Đăng, đường sắt Yên Viên - Cái Lân chạy qua, đường thủy có sông Cầu chảy qua.
Hệ thống giao thông đường bộ, đường sắt, thủy nội địa thuận lợi cho việc sản xuất, lưu thông hàng hóa và thu hút đầu tư trên các lĩnh vực thương mại – dịch vụ - công nghiệp - tiểu thủ công nghiệp, theo hướng công nghệ cao và phát triển du lịch.

### Các đường phố chính trên địa bàn
- Đường Lý Thái Tổ
- Đường Lê Thái Tổ
- Đường Lý Anh Tông
- Đường Kinh Dương Vương
- Đường Đoàn Phú Tứ
- Đường Nguyễn Văn Cừ
- Đường Trần Hưng Đạo
- Đường Lý Quốc Sư
- Đường Nguyễn Trãi
- Đường Nguyên Phi Ỷ Lan
- Đường Lạc Long Quân
- Đường Hoàng Quốc Việt
- Đường Nguyễn Đăng Đạo
- Đường Phù Đổng Thiên Vương
- Đường Lê Văn Thịnh
- Đường Huyền Quang
- Đường Thiên Đức
- Đường Bình Than
- Đường Âu Cơ
- Đường Tam Giang...